# 俄罗斯全国爱国力量
俄罗斯全国爱国力量（羅馬化：Natsionalʹno-patrioticheskiye sily Rossii），又称左翼爱国力量，是俄罗斯的一股政治势力，包括俄罗斯联邦共产党及与其结盟的俄罗斯左翼民族主义和右翼民族主义政治团体。
该势力没有组织化，但自2012年8月以来，有“俄罗斯全国爱国力量常设会议”（创始人为尤里·博尔德列夫）存在，其声称要团结所有俄罗斯爱国者：从社会民主主义者到君主主义者。

## 成员
- 俄罗斯联邦共产党
- 公正俄罗斯—爱国者—为了真理
- 左翼阵线
- 俄罗斯全国爱国力量常设会议
- 支持军队运动（英语：Movement in Support of the Army）
- 争取新社会主义
- 苏维埃军官联盟（俄语：Союз советских офицеров）
- 大俄罗斯（英语：Great Russia (political party)）
- 商业党（英语：Party of Business）
- 以米宁和波扎尔斯基命名的人民民兵（英语：People's Militia named after Minin and Pozharsky）